# Ochusjob
Ochusjob es una localidad del estado mexicano de Chiapas. Es parte del municipio de Tzimol.

## Demografía
| Gráfica de evolución demográfica |
|                                  |

| Censo | Población |
| ----- | --------- |
| 1910  | 219       |
| 1921  | 133       |
| 1930  | 191       |
| 1940  | 255       |
| 1950  | 333       |
| 1960  | 554       |
| 1970  | 589       |
| 1980  | 1 013     |
| 1990  | 871       |
| 2000  | 962       |
| 2010  | 1 173     |
| 2020  | 1 322     |